# Šipan
Šipan (italienisch Giuppana) ist eine Insel der Elaphiten nordwestlich von Dubrovnik in Kroatien.

## Lage und Einwohner
Šipan ist 9,1 km lang und bis zu 2,6 km breit. Auf der Insel leben 436 Menschen (2001). Šipan liegt südlich der Halbinsel Pelješac und gehört administrativ zur Stadt Dubrovnik in der Gespanschaft Dubrovnik-Neretva.
Die Insel wird von zwei Hügelkämmen aus Kalkfelsen durchzogen, zwischen denen sich ein fruchtbares Tal erstreckt. In der Verlängerung der nordöstlichen Hügelkette ist die kleine Insel Ruda vorgelagert.  Die wichtigsten Orte sind Šipanska Luka und Suđurađ in den zwei größten Buchten der Insel. Im Inselinnern gibt es einige kleinere Dörfer (Vojnovo selo, Odak, Sutulija, Fraiga).
Der 9 Kilometer lange Koločep-Kanal trennt die Insel vom Festland. Von Šipanska Luka und Suđurađ bestehen regelmäßige Schiffsverbindungen nach Dubrovnik (über Lopud und Koločep) und Mljet. Auf der Insel gibt es zahlreiche Privatquartiere und gute Restaurants; ein größeres Hotel („Hotel Šipan“) gibt es nur in Šipanska Luka.

## Geschichte

Wappen der Insel

Die erste bekannte Erwähnung Šipans unter diesem Namen stammt aus dem Jahre 1371. In Šipanska Luka befinden sich Sommerresidenzen der Familien Sorkočević, Stjepović-Skočibuha, Murati u. a. aus dem  15. Jahrhundert.
Über Šipanska Luka befindet sich die Pfarrkirche des Hl. Stephan (Sv. Stjepan) mit einem Gemälde des Meisters Pantaleone aus der zweiten Hälfte des 15. Jahrhunderts. Auf dem Veli Vrh im Norden steht ein kleines Fort aus der Zeit als Dalmatien Teil der österreichischen k.u.k. Monarchie war. Etwas östlich davon befindet sich eine gut erhaltene, frühkroatische Kirche (Sveti Petar) aus dem 12. Jahrhundert. Im Süden ist der gotische Rektorenpalast aus der Zeit der Republik Ragusa (15. Jahrhundert) zu finden. Im Inneren der Insel (Šipansko Polje), in Silovo Selo, befindet sich die kleine Johanniskirche mit Fresken aus dem 11. Jahrhundert (im 15. Jahrhundert erweitert).
In der Ortschaft Suđurađ gibt es zwei befestigte Burgen und eine Wehrkirche (Sveti Duh) aus dem Jahre 1539 und in Pakljena zwei zum Benediktinerkloster gehörende Kirchen, darunter die frühromanische St.-Michaels-Kirche aus dem 11. Jahrhundert, sowie neben einem romanisch-gotischen Haus, mit einem gotischen Wehrturm die im Renaissancestil erbaute Heiliggeistkirche aus dem Jahr 1569.
Zwischen Suđurađ und Šipanska Luka befinden sich die Sommerhausruinen des Dubrovniker Adels und des ehemaligen Bischofssitzes. Im Südosten gibt es auch eine gut erhaltene Wehrkirchenanlage aus dem 15. Jahrhundert.

## Tourismus
Die Insel ist heute touristisch erschlossen. Sie wird im Sommer von Tagestouristen besucht, die mit der Fähre von Dubrovnik aus oder mit Yachten anreisen.

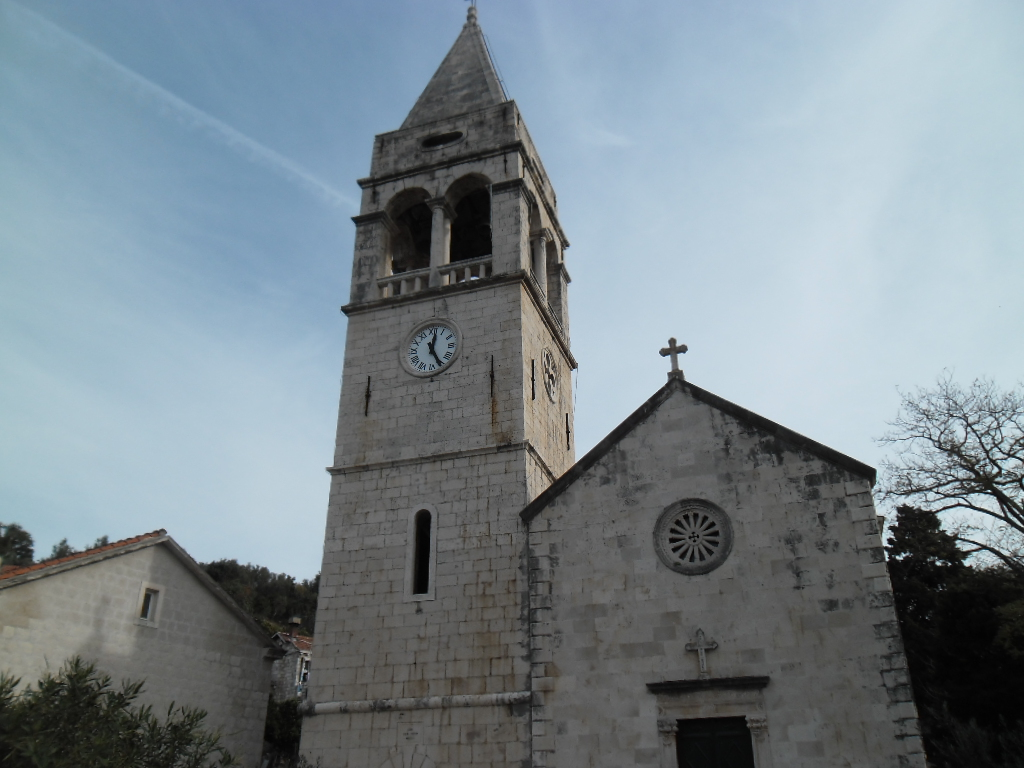
Kirche in Šipanska Luka
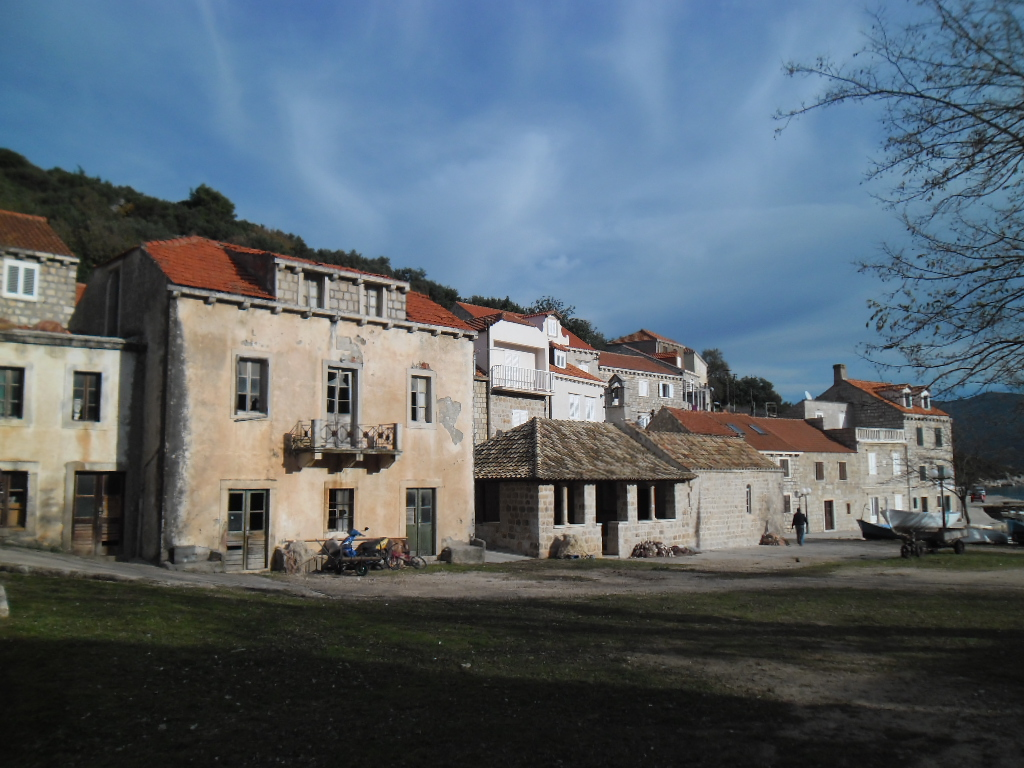
Teilansicht des Dorfes Suđurađ
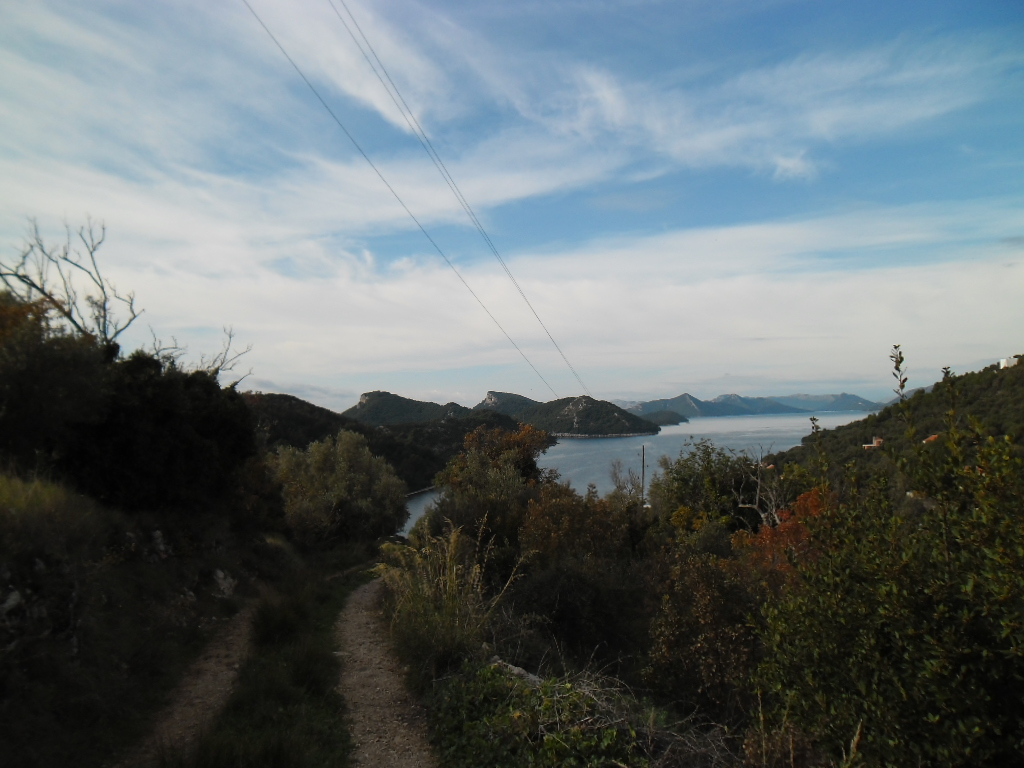
Landschaft auf Šipan